# Bagefatake
Bagefatake – gaun wikas samiti w zachodniej części Nepalu w strefie Gandaki w dystrykcie Syangja. Według nepalskiego spisu powszechnego z 2001 roku liczył on 287 gospodarstw domowych i 1325 mieszkańców (747 kobiet i 578 mężczyzn).